# Charles Glover Barkla
Charles Glover Barkla (7. června 1877 – 23. října 1944) byl britský fyzik, profesor přírodní filosofie v Edinburghu od roku 1913. Dostal Nobelovu cenu za fyziku v roce 1917 za svůj příspěvek ke studiu rentgenova záření, zejména za objev charakteristických čar ve spektrech prvků.
Je po něm pojmenován měsíční kráter.

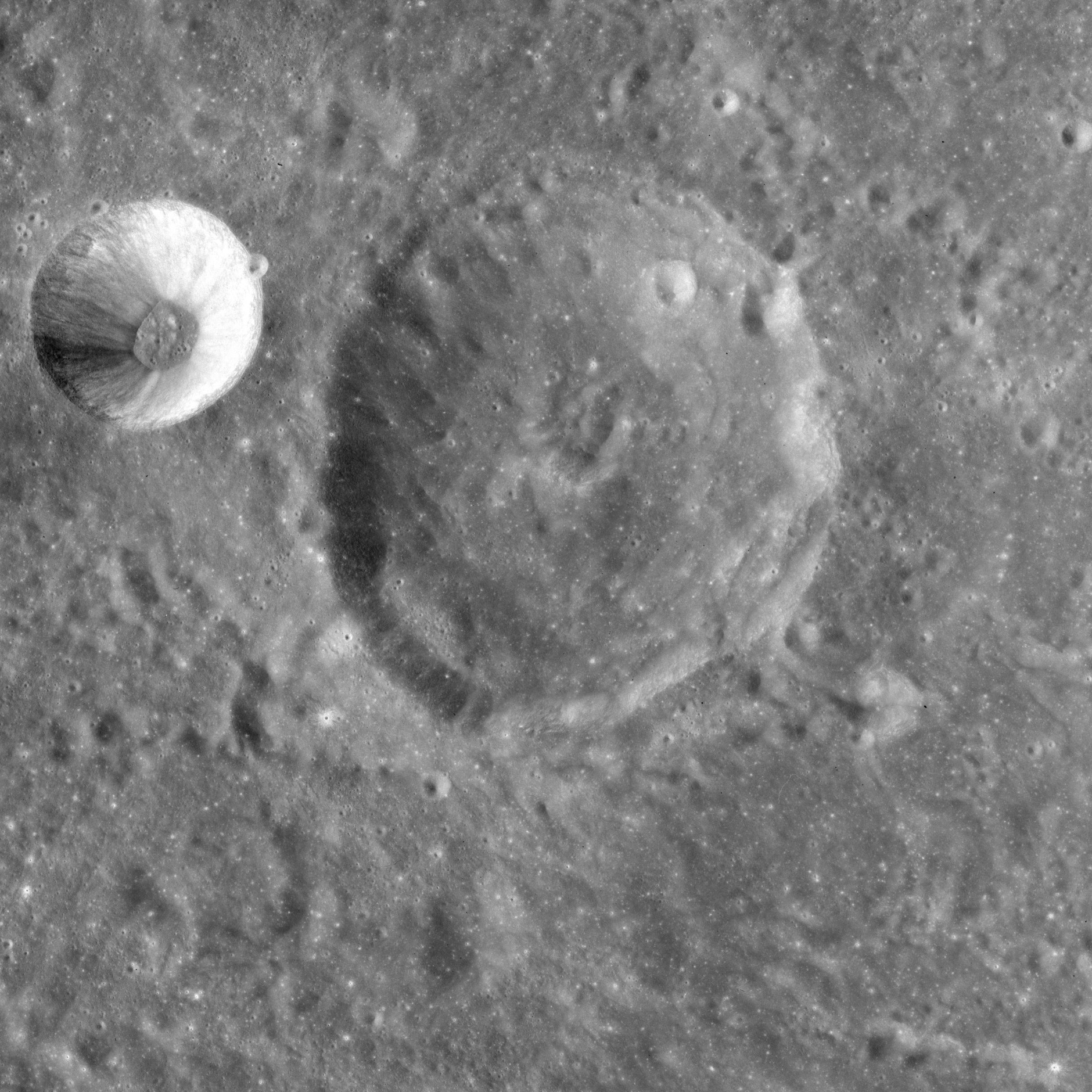
Měsíční kráter Barkla